# Girolamo Maggi
Girolamo Maggi (c.1523-1572) fue un jurisconsulto, filólogo, escritor e ingeniero nacido en Toscana.
Ente los más notables trabajos de este periodo debe ser mencionado el de Niccolò Fontana Tartaglia, el primero en el cual un sistema de bastiones es regularmente tratado; la arquitectura militar de Francisco de Marchi; y un trabajo publicado en Venecia en 1564, mezclados capítulos de fortificación por Girolamo Maggi y el capitán Giacomo Castriotto ("Fortification for officers of the army and students of military history", de Henry Yule, London, 1851).

## Biografía

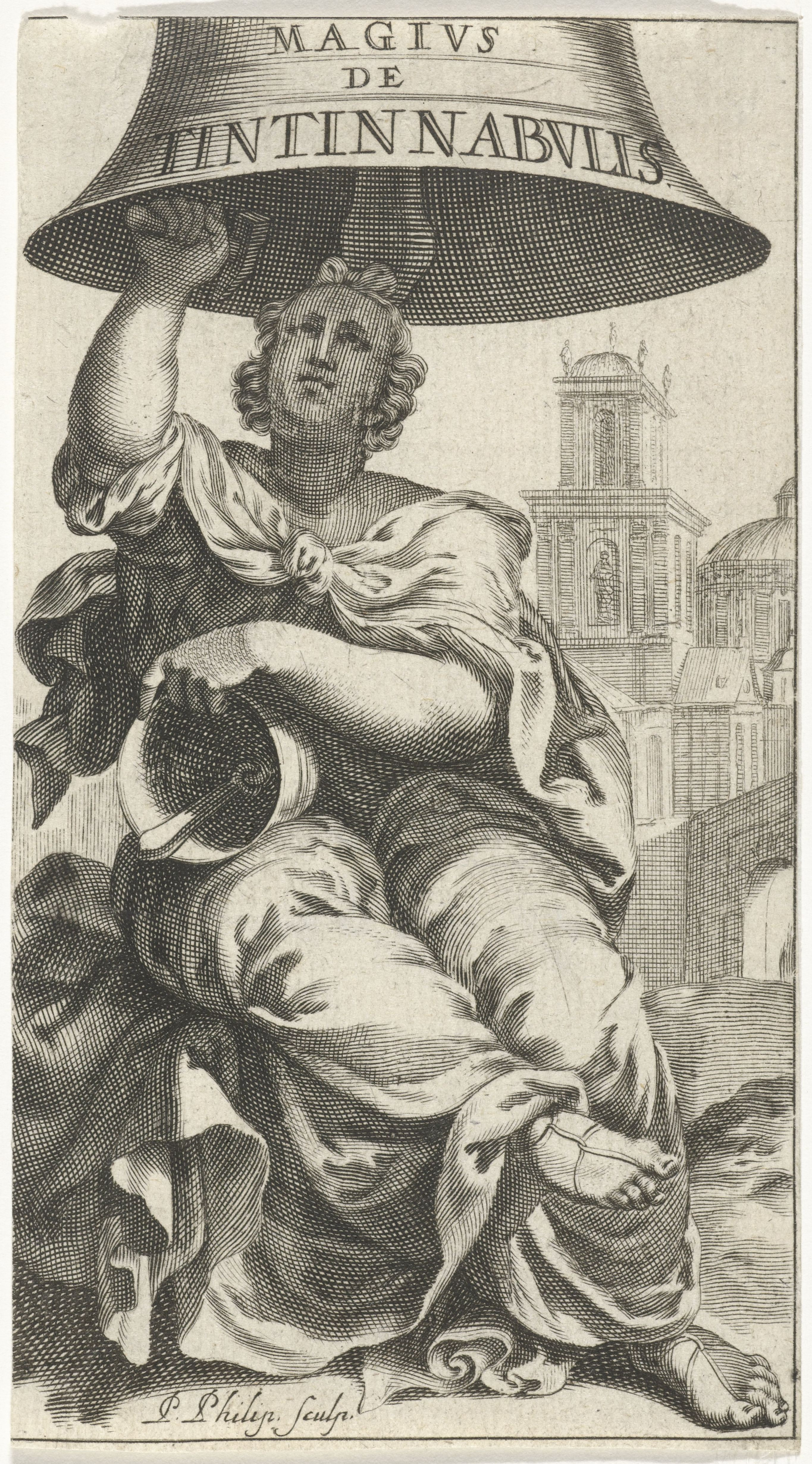
Girolamo Maggi, De tintinnabulis liber postumus. Ámsterdam: Henricus Wetstein, 1664.

Maggi nació en Anghiari, Toscana, y estudió en las universidades de Perugia, Pisa y Bolonia, junto a conocimientos profesionales de jurisprudencia, adquiriendo en la intimidad conocimientos en la antigüedad, haciendo investigaciones y descubriendo medallas y devino en un erudito y sabio en derecho, teniendo como maestro al famoso Francesco Robertello, profesor de filosofía y retórica a Lucca, Pisa, Bolonia y Padua, y escribió muchos comentarios de poetas griegos y latinos, y posteriormente tuvo la necesidad de tener como modelos a Bártolo de Sassoferrato y sus sucesores.
Mientras era un hombre joven fue enviado por sus conciudadanos como embajador al Estado de Florencia, y en 1558 Jaime Vitelli lo designó juez en Amatrica, en el Reino de Nápoles. 
Maggi tuvo como su usual residencia en la ciudad de Venecia, donde compuso gran parte de sus obras escritas y de sus estudios legales el fruto fue la obra "Comentarios de los cuatro libros de las Instituciones de Justiniano", y su erudición filológica y de la antigüedad se plasmó en la obra "Variarum Lactionum seu Miscellaneorum", Venecia, 1563, trabajo elegantemente escrito donde examina diversas cuestiones y prueba sus conocimientos con lo mejor de los antiguos y autores modernos, y escribió comentarios de la vida de Cornelio Nepote, y también aparece como teólogo en un tratado. "De Mundi exustione et de Die Judicii".
También fue objeto de sus búsquedas la poesía de Italia, y compuso cinco cantos de la guerra de Flandes, editado por Peter Aretine en 1551; pero con la obra que obtuvo mayor reputación tuvo como tema la ingeniería militar "De la fortificación de la ciudad", 1561, con un tratado con el mismo asunto por Giacomo Castriotto y separadamente con algunos discursos adicionales en 1584, conteniendo una descripción de ingeniosas máquinas y instrumentos de su propia invención, adquiriendo estas habilidades probablemente cuando fue enviado por la República de Venecia por su capacidad judicial a Famagusta, en la isla de Chipre amenazada por una invasión de los turcos, y sus servicios como ingeniero fueron de gran aprovechamiento en el celebrado sitio de aquella plaza, asedio de Famagusta que le permitió resistir durante largo tiempo, con gran destrucción del enemigo.
Una vez finalizado el sitio de Famagusta y su caída, Maggi fue llevado como esclavo a Constantinopla, donde tuvo que soportar muchas privaciones, teniendo el consuelo de la recolección de sus conocimientos, porque estaba habilitado para ello, y sin ayuda de libros compuso dos tratados "De Tintinabulis" y "De equuelo", sugiriendo más tarde para la reflexión con las torturas que recibía diariamente.
Mientras el embajador de Francia y el emperador estaban consultando los medios para obtener su libertad, había estado tomado imprudentemente en el hotel del emperador imperial más tarde intentando escapar, fue arrestado de nuevo y llevado de vuelta a prisión, y fue estrangulado en la noche de 27 de marzo de 1572.

## Obras
- De Tintinnabulis, Verpna, 2015. (también una edición de Hanau, 1608, in-8º; va precedida de la vida del autor y acompañada de notas por Sweert, una edición de Ámsterdam, 1664, in-12º. Sallengre insertó esta disertación en "Thesaurus novus antiquit. Romanar.", Tomo II).
- De equuelo, Amstelodami, 1664.
- De SS martyrum cruciatibus, París, 1660.
- Miscellaneorum,....., Francofurti, 1602. (inserta en el "Thesaurus criticus"de Gruter).
- Della fortificazione delle città, Venetia, 1583.
- El prefacio y análisis del libro De fato de Jules Sirenio, Venecia, 1565, in-fol.
- Notas sobre la obra Vida de hombres ilústres de Cornelio Nepote, Bale, 1563. (Lambin se aprovechó de este trabajo)
- De mundi exustione & die iudicii, Basilae, 1562.
- La prima parte della espugnatione delle città e fortezze, manuscrito, 1555.
- Cinque primi canti della guerra di Flandra, Vinegia, 1551.
- Degl'ingegni  e secreti militari, manuscrito, 1551. (Morelli da noticia de esta obra en el "Catálogo de la biblioteca Nani en Venecia")
- Comentarios sobre las institutiones de Justiniano
- Una Vida de Paulo V insertada por Caracciolo
- De sepulcris et sepeliendi ritu
- Otras inéditas